# دمیتری بیلازرچف
دمیتری بیلازرچف (به روسی: Дмитрий Билозерчев - Dmitry Bilozerchev) ورزشکار مرد رشتهٔ ژیمناستیک اهل کشور اتحاد جماهیر شوروی است. وی در بین سال‌های ‎۱۹۸۸ میلادی در مسابقات بازی‌های المپیک تابستانی در مجموع ۴ مدال، شامل ۳ مدال طلا و ۱ برنز را کسب کرد.